# Erhai Lake
Erhai Lake är en sjö i Kina. Den ligger i provinsen Yunnan, i den sydvästra delen av landet, omkring 260 kilometer väster om provinshuvudstaden Kunming. Erhai Lake ligger 1 962 meter över havet. Arean är 250 kvadratkilometer. Den sträcker sig 40,5 kilometer i nord-sydlig riktning, och 19,3 kilometer i öst-västlig riktning.
Genomsnittlig årsnederbörd är 1 120 millimeter. Den regnigaste månaden är juli, med i genomsnitt 226 mm nederbörd, och den torraste är april, med 22 mm nederbörd.